# Барабаш, Павол
Павол Барабаш (13 сентября 1959 года, Тренчин, Чехословакия) — словацкий кинорежиссёр, сценарист и путешественник. Учился в Высшей технической школе в Братиславе по специальности «Технология звука и изображения». Снимает фильмы горной и спортивной тематики. Зачастую показывает жизнь людей в экстремальных условиях. Занимается также производством телевизионной рекламы и рекламных фильмов. Является самым успешным словацким режиссёром-документалистом на международном уровне. Обладатель более 180 наград, полученных на словацких и зарубежных кинофестивалях.

## Фильмография
- 1994 — Tatranské memento
- 1995 — Karakoram highway
- 1996 — Cez divoký Baltistan
- 1996 — Budhistický Ladakh, 20 мин.
- 1997 — 80 metrov pod vrcholom, 52 мин.
- 1998 — Keď sa ti život obráti chrbtom
- 1998 — Pod Kančendžongou je ich domov, 26 мин.
- 1998 — Budhizmus na streche sveta, 22 мин.
- 1998 — 118 dní v zajatí ľadu, 57 мин.
- 1999 — Za hranicami tmy, 26 мин.
- 2000 — Tajomné Mamberamo, 67 мин.
- 2001 — Szent Istvan — cez hľadáčik
- 2001 — Expedícia Sibír, 38 мин.
- 2001 — Mustang, 28 мин.
- 2002 — OMO — Cesta do praveku, 68 мин.
- 2003 — Tatry mystérium, 11 мин.
- 2004 — Amazonia vertical, 63 мин.
- 2005 — Putovanie Slovenskom, 13 мин.
- 2005 — Pururambo, 54 мин.
- 2006 — Premeny Tatier, 13 мин.
- 2006 — Tepuy — Cesta do hlbín Zeme, 61 мин.
- 2007 — Vysoké Tatry — Divočina zamrznutá v čase, 52 мин.
- 2007 — Neznáma Antarktída, 40 мин.
- 2008 — Carstensz — siedma hora, 45 мин.
- 2008 — Bhután — hľadanie štastia, 33 мин.
- 2008 — Everest — Juzek Psotka, 26 мин.
- 2009 — Ticho nad oblakmi, 65 мин.
- 2010 — Mongolsko — V tieni Džingischána, 61 мин.
- 2010 — Volanie prírody, 13 min
- 2011 — Trou de Fer, 52 мин.
- 2011 — Pygmejovia — Deti džungle, 44 min
- 2012 — Zajatci podzemia, 34 мин.
- 2013 — Stopy na hrebeni, 52 мин.
- 2013 — Hľadači tieňa, 31 мин.
- 2013 — Kde ticho hovorí, 14 мин.
- 2014 — Žiť pre vášeň, 60 мин.
- 2014 — Polárnik, 57 мин.

## Награды
2003 год — «Хрустальное крыло» в категории «театральное и аудиовизуальные искусство»